# Nobile Contrada dell'Aquila
La Nobile Contrada dell'Aquila è una delle diciassette suddivisioni storiche della città toscana di Siena. Prende parte al Palio di Siena.

## Territorio

### Le strade all'epoca del Bando
Il Bando di Violante di Baviera (1730) determina la suddivisione territoriale delle diciassette Contrade di Siena facendo riferimento ai palazzi e ai loro proprietari dell'epoca, basandosi quindi sulle costruzioni più che sulle strade. Esso viene ancora oggi considerato la disposizione di base per determinare gli effettivi confini delle Contrade. Secondo il Bando relativo alla Nuova divisione dei confini delle Contrade, il territorio della Nobile Contrada dell'Aquila è delimitato dalle seguenti vie e palazzi:
"Aquila. n. 4 - Dalla colonna di Postierla e sua piazza inclusive occupi le case intorno a detta piazza, il vicolo e da ambo le parti la strada dove è il palazzo di S. A. R., la piazza tutta del Duomo e lo Spedale fino allo svoltare nella piaggella che porta alla Compagnia dì S. Girolamo, escluso però il palazzo archiepiscopale. Abbia il vicolo di casa Marsili fino al convento dì Monagnesa, dello convento e Compagnia della Morte, e per quella parte scendendo in faccia di S. Desiderio per la via delle Campane nella via maestra che porta a Postierla, la quale dal chiasso del Bargello in su prenda da ambe le parti e scendendo dal chiasso del Bargello a destra solamente, entrando in piazza svolti nel Casato e tenga le case a man destra con i vicoli adiacenti fino alla Costa larga, abbracciando questa da ambe le parti salga in Postierla e di lì da ambe le partì, caminando per la via di S. Pietro termini a destra alla salita di Castelvecchio, e da sinistra comprenda le case fino alla svolta del Casato."

### Le strade ai nostri giorni
Le strade che attualmente fanno parte del territorio della Contrada sono le seguenti:
- Casato di Sotto (a destra da Piazza del Campo alla Costa Larga)
- Costa Larga
- via di Monna Agnese (parte)
- piazza del Duomo (escluso il Palazzo Arcivescovile e la Cattedrale)
- via del Capitano
- chiasso del Bargello (parte)
- piazza Jacopo della Quercia
- vicolo dei Percennesi
- vicolo di Tone

- vicolo del Verchione
- via del Poggio
- via di Città (parte)
- via San Pietro (parte)
- piazza Postierla
- via delle Campane (parte)
- via del Castoro

## Storia

Stemma della Nobile Contrada dell'Aquila.

L'origine dello stemma dell'Aquila si deve all'emblema della nobile famiglia Marescotti, che anticamente risiedeva nel suo territorio.
La contrada dell'Aquila è la contrada che cronologicamente ha iniziato a correre il Palio di Siena dopo tutte le altre. Dopo la vittoria nella bufalata del 1610, dal 1622 scomparve dalle pubbliche feste, restando inattiva per molti anni. Solo nel 1718, su iniziativa del cavaliere Giovanni Antonio Pecci, ottenne dalla Biccherna di correre in Piazza, provocando l'ira delle contrade confinanti (Onda, Tartuca, Pantera e Selva) le quali, considerando l'Aquila contrada soppressa, si erano divise il territorio della Consorella.
L'anno successivo, il 2 luglio 1719, l'Aquila del capitano Bulgarini conquistò il suo primo successo con il fantino Strega sul cavallo Vegliantino. Il drappellone, tuttora esposto nel museo di Contrada, è il più antico conservato a Siena.
La contrada ha il titolo di Nobile per concessione di Carlo V d'Asburgo in visita a Siena nel 1536.

## I luoghi e la festa

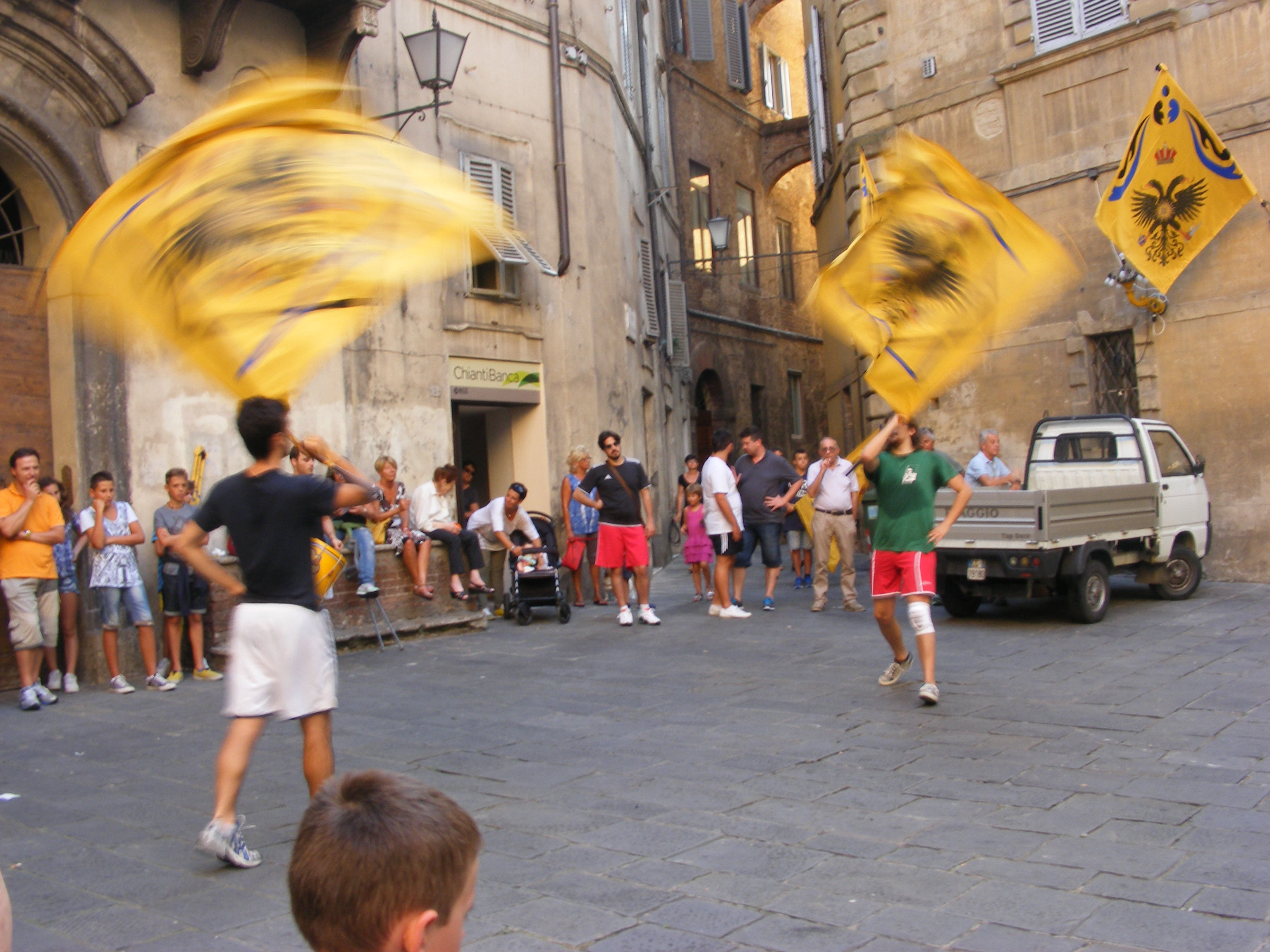
Le bandiere dell'Aquila

Oratorio dell'Aquila è la Chiesa di San Giovanni Battista, situata in via del Casato, già della Congregazione dei Tredicini. Progettata da Flaminio Del Turco, fu concessa alla contrada dalla Curia nel 1788.
La fontanina battesimale si trova in Piazza di Postierla ed è opera dello scultore Bruno Buracchini, che la realizzò nel 1963. Reca sul basamento il motto aquilino "Unguis et Rostris".
Festa titolare dell'Aquila è il Santissimo Nome di Maria, celebrato il 12 settembre.

## L'Aquila nel Palio
All'Aquila sono riconosciute 24 vittorie, l'ultima delle quali riportata il 3 luglio 1992 con Andrea Degortes detto Aceto, su Galleggiante.
Non è mai riuscita a fare cappotto.
Il periodo più lungo senza vittorie per l'Aquila durò 34 anni, dal 2 luglio 1837 al 15 agosto 1871. Per quattro volte ha detenuto la cuffia e ne è l'attuale detentrice infatti dal 2 luglio 2016 è la contrada "nonna", cioè quella che da più tempo non vince il Palio: l'ultimo successo è datato, infatti, 3 luglio 1992.

## Gli aneddoti

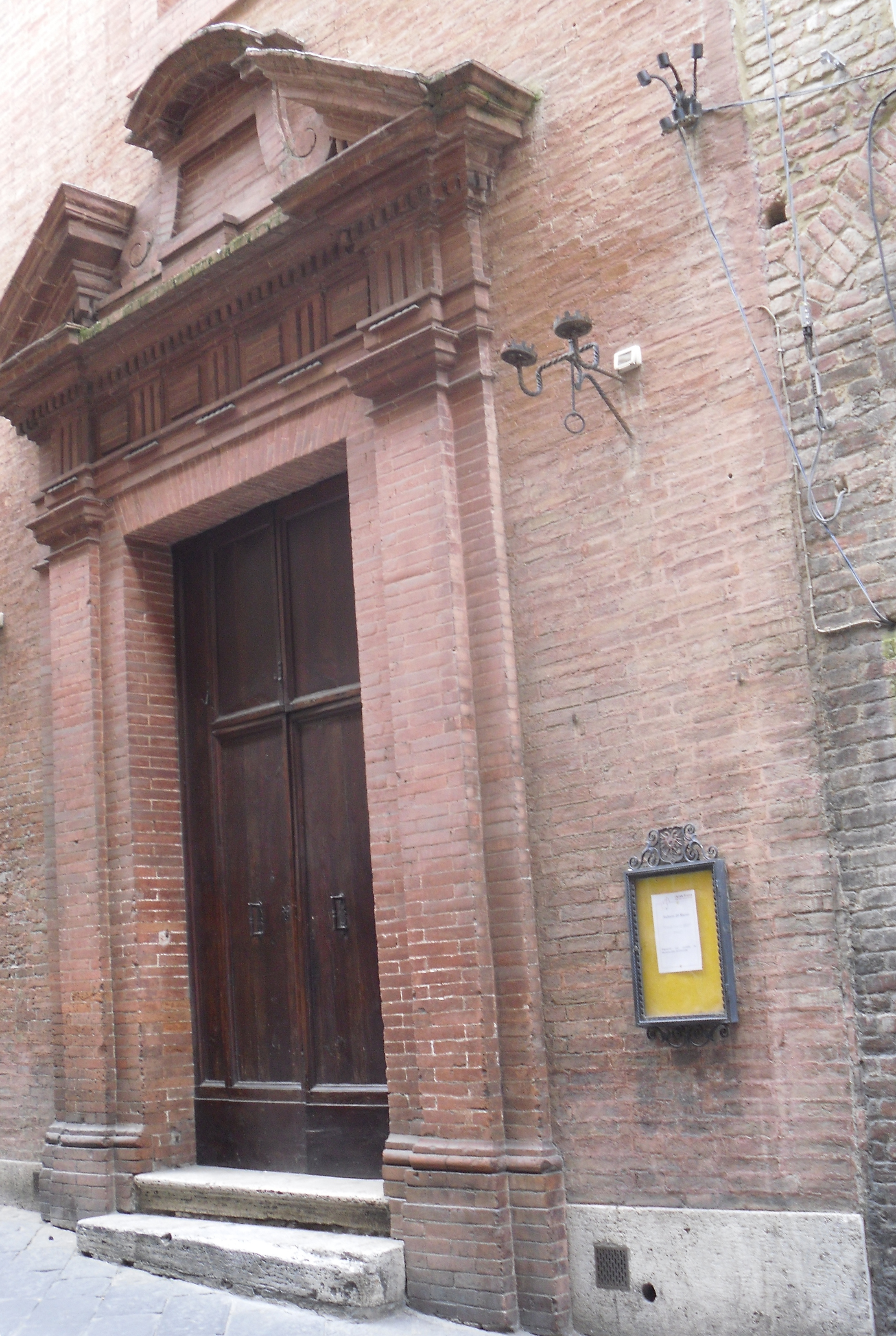
La chiesa della Nobile Contrada dell'Aquila, detta dei "Tredicini" e dedicata a San Giovanni Battista

Il motto della Contrada, Unguibus et Rostris, sembra ripreso da quello della città francese di Avignone: Unguibus et Rostro.
L'Aquila è l'unica contrada ad aver annoverato una donna come fantino in un Palio alla tonda. Il 16 agosto 1957 vestì il giubbetto giallo una giovane contradaiola dell'Aquila, Rosanna Bonelli detta Diavola (ma meglio conosciuta come Rompicollo, dal nome di un'operetta scritta dal padre). La ragazza era già un'affermata fantina, ma si distinse per bravura anche sul tufo senese durante le riprese del film "La ragazza del Palio" di Luigi Zampa, con Vittorio Gassman e Diana Dors, della quale Rosanna era controfigura. In relazione al lancio pubblicitario della pellicola i produttori la aiutarono a trovare una monta, e finalmente convinsero il capitano dell'Aquila. La corsa non fu delle migliori, e dopo una mossa difficile, Rosanna cadde al secondo San Martino. Ma Rompicollo era ormai entrata nella storia del Palio, e la contrada dell'Aquila, riconoscente verso la propria contradaiola, la insignì del titolo di "fantino onorario".

## Alleanze sciolte
- Pantera, dal 1730 al 1947
- Oca, dal 1911 al 1921

## La rivalità con la Pantera
L'Aquila e la Pantera sono divise da un'accesa rivalità, anche se recente e alquanto anomala. Non è infatti nata per le classiche questioni di confine, bensì per motivi palieschi, non riconducibili a degli incidenti fra le Contrade, ma addirittura ad un'inimicizia fra fantini.
In occasione del Palio del 16 agosto 1936, la Pantera ebbe in sorte il portentoso Ruello e ne affidò la monta a Corrado Meloni detto Meloncino: la Contrada di Stalloreggi ambiva ovviamente alla vittoria e contava sull'appoggio dell'Aquila, che all'epoca le era addirittura alleata. La Contrada del Casato aveva ricevuto in sorte Rondinella e aveva chiamato a montarla il blasonato Fernando Leoni detto Ganascia. Il problema era che i due fantini nutrivano un forte odio reciproco. Nel palio di luglio del 1933 Ganascia aveva duramente nerbato il padre di Meloncino, il fantino Angelo Meloni detto Picino, ormai vecchio e al suo ultimo Palio. Per tale motivo (ma anche per una presunta rivalità in amore) Meloncino non sopportava Ganascia, che a sua volta ricambiava il forte astio.
Come prevedibile, Ganascia ostacolò in maniera dura e decisiva Meloncino e i sogni di gloria della Pantera finirono con una rovinosa caduta.
Da questo episodio i rapporti fra le due Contrade si fecero tesi, anche se continuava a sussistere sulla carta la preesistente alleanza: ma i contrasti continuarono anche nel 1939 e nel 1946. Fino ad arrivare all'episodio decisivo avvenuto durante la festa titolare dell'Aquila, l'8 settembre 1947: da un altoparlante qualcuno rivolse delle pesanti offese nei confronti della Contrada della Pantera, i cui dirigenti, non soddisfatti dalle mancate scuse dalla controparte, decisero di sciogliere l'alleanza dando vita alla rivalità che ancora oggi contrappone le due Contrade.
Un episodio eloquente di quanto aspra sia la rivalità tra le due Contrade si ebbe in occasione del Palio del 2 luglio 1992. L'Aquila aveva ricevuto in sorte il forte cavallo Galleggiante, e aveva deciso di affidarsi all'esperienza del grande Andrea Degortes detto Aceto. Per ostacolare la nemica, la Pantera si affidò invece a Sebastiano Deledda detto Legno: la priorità, più ancora che tirare a vincere, era ostacolare Aceto e farlo perdere.
Legno seguì alla lettera le indicazioni impartitegli e fin dalle fasi dell'ingresso in pista, prima ancora della mossa, provocò ripetutamente Aceto. I due in breve si scambiarono furiose nerbate: era la prima volta che due fantini si nerbavano prima della mossa, anche perché proibito dal regolamento (infatti a Palio concluso Aceto verrà punito con un Palio di squalifica e Legno con cinque). Alla mossa. Legno ostacolò duramente Aceto, facendolo partire ultimo. Grazie a tale episodio e a un pizzico di fortuna il fantino panterino riuscì addirittura a rimontare portandosi in testa. Nelle retrovie però la classe di Aceto fece la differenza e l'Aquila riuscì a portarsi in seconda posizione, lanciandosi all'inseguimento della Pantera. Al secondo giro Legno commise una grave ingenuità, cadendo clamorosamente in prossimità della Fonte Gaia e permettendo il sorpasso di Aceto, che vinse così con l'Aquila il suo quattordicesimo e ultimo Palio.

## Gemellaggi
La Nobile Contrada dell'Aquila è gemellata con due città:
- L'Aquila
- La Valletta

## Vittorie
| N° vittoria                      | Data           | Fantino                                      | Cavallo                   |
| -------------------------------- | -------------- | -------------------------------------------- | ------------------------- |
| 1                                | 2 luglio 1719  | Giuseppe Maria Bartaletti detto Strega       | Vegliantino               |
| 2                                | 2 luglio 1749  | Giovanni Rossi detto Ministro                | Crigiolato                |
| 3                                | 8 luglio 1753  | Antonio Vigni detto Luchino                  | Morello del Giannetti     |
| 4                                | 2 luglio 1770  | Giovanni Battista Bianciardi detto Sorba     | Sauro bruciato del Testi  |
| 5                                | 2 luglio 1773  | Luigi Sucini detto Nacche                    | Falbo del Gigli           |
| 6                                | 2 luglio 1796  | Tommaso Felloni detto Biggéri                | Morello del Baldini       |
| 7                                | 16 agosto 1797 | Giuseppe Chiarini detto il Gobbo             | Morello del Baldini       |
| Vittorie nel XVIII secolo: 7     |                |                                              |                           |
| 8                                | 2 luglio 1815  | Francesco Giuseppe Bini detto Ciccina        | Baio scuro del Pagliai    |
| 9                                | 2 luglio 1821  | Francesco Giuseppe Bini detto Ciccina        | Baio scuro del Pagliai    |
| 10                               | 2 luglio 1837  | Francesco Bianchini detto Campanino          | Baio balzano del Piazzesi |
| 11                               | 15 agosto 1871 | Giuseppe Paoli detto Mascherino              | Brizzola (scosso)         |
| 12                               | 16 agosto 1880 | Genesio Sampieri detto il Moro               | Pilata                    |
| 13                               | 17 agosto 1887 | Palio straordinario corso con cavalli scossi | Gigia                     |
| Vittorie nel XIX secolo: 6       |                |                                              |                           |
| 14                               | 16 agosto 1906 | Alfonso Menichetti detto Nappa               | Stornino                  |
| 15                               | 2 luglio 1931  | Vieri Luschi detto Cittino                   | Lina                      |
| 16                               | 2 luglio 1939  | Pietro De Angelis detto Pietrino             | Folco                     |
| 17                               | 2 luglio 1956  | Francesco Cuttone detto Mezz'etto            | Archetta                  |
| 18                               | 2 luglio 1959  | Rosario Pecoraro detto Tristezza             | Salomè                    |
| 19                               | 2 luglio 1965  | Andrea Degortes detto Aceto                  | Topolone                  |
| 20                               | 16 agosto 1973 | Adolfo Manzi detto Ercolino                  | Panezio (scosso)          |
| 21                               | 16 agosto 1979 | Andrea Degortes detto Aceto                  | Urbino de Ozieri          |
| 22                               | 2 luglio 1981  | Silvano Vigni detto Bastiano                 | Rimini                    |
| 23                               | 16 agosto 1988 | Maurizio Farnetani detto Bucefalo            | Figaro                    |
| 24                               | 3 luglio 1992  | Andrea Degortes detto Aceto                  | Galleggiante              |
| Vittorie nel XX secolo: 11       |                |                                              |                           |
| Vittorie nel XXI secolo: nessuna |                |                                              |                           |

L'Aquila si attribuisce altre cinque vittorie, non riconosciute dal Comune:
1. 1610: bufalata vinta dal fantino Nottolone.
2. 1614: Gioco delle pugna disputato in Piazza del Carmine.
3. 1622: bufalata vinta dal fantino Menico.
4. 17 agosto 1752.
5. 17 agosto 1841: secondo posto in un Palio straordinario corso da tutte le Contrade di Siena.